# غار شوپری
غار شوپری در جنوب رستم‌کلا مازندران، یکی از کهن‌ترین محوطه‌های پارینه‌سنگی شمال ایران است که قدمت آن به بیش از ۱۰۰ هزار سال می‌رسد. کاوش‌های انجام‌شده، بقایای جانوری، ابزارهای سنگی و شواهدی از ارتباطات فرهنگی با مناطق شمال‌شرقی ایران و آسیای میانه را آشکار کرده‌اند. این غار در سال ۱۳۸۶ در فهرست آثار ملی ایران ثبت شده است.

## معرفی
غار شوپری که یکی از بزرگ‌ترین غارهای شناخته‌شده در مازندران است. این غار مربوط به دوره پارینه‌سنگی است که در دره مهربان‌رود، حوالی ۱۰ کیلومتری جنوب رستم‌کلا مازندران واقع شده است. با توجه به برآوردهای اولیه، پیشینه بقایای به‌دست آمده بیش از ۱۰۰ هزار سال اعلام شده است. این بقایا شامل دست‌افزاهای سنگی و فسیل استخوان‌های جانورانی است که توسط انسان‌های عصر پارینه سنگی شکار شدند. بسیاری از این جانوران گونه‌های منقرض شده‌ای مانند اسب و خرس‌های بسیار بزرگ بودند. این آثار و قدمت آن‌ها را از دل بیش از چهارده متر نهشته‌های باستانی متعلق به دورهٔ پارینه‌سنگی به‌دست آورده‌اند. یافته‌های این کاوش همچنین نشان می‌دهد که ساکنان شرق مازندران ۷ هزار سال پیش با نواحی شرقی، شمال‌شرقی ایران و نواحی جنوب شرقی آسیای میانه ارتباط داشته‌اند. این اثر در تاریخ ۳۰ بهمن ۱۳۸۶ در فهرست آثار ملی ایران به ثبت رسیده است. کاوش‌های باستان‌شناسی برای لایه‌نگاری این غار در سال‌های ۱۴۰۱ و ۱۴۰۲ انجام شد و بقایای استخوان‌های جانوری با آثار قصابی و بقایای نوسنگی با قدمت بیش از ۷ هزار سال از لایه‌های سطحی آن به‌دست آمد که نشان‌دهنده ارتباطات پیش از تاریخ ساکنان مازندران با نواحی دیگر است.

## اکتشاف نفت
غار شوپری در سال ۱۳۹۹ با همکاری یکی از محیط‌بانان شناسایی شد. شوپری در زبان مازنی به معنای شب‌پره یا خفاش است. حجم زیادی خفاش در این غار زندگی می‌کنند و به همین دلیل شوپری نام گرفته است. این غار در سال ۱۴۰۰ با وسعت ۱۲۰۰ متر مربع تعیین حریم شد و کاوش‌ها برای لایه‌نگاری غار نیز از سال ۱۴۰۱ آغاز شده است. همچنین در سال ۱۴۰۰ پس از تعیین حریم، این غار با شناسهٔ ۳۳۶۹۶ در فهرست آثار ملی ثبت شده است.
پیدا کردن ردپای انسان در عصر پارینه‌سنگی در منطقه جنوب شرق دریای خزر از مدت‌ها پیش باستان‌شناسان ایرانی و خارجی زیادی را به این منطقه کشانده است. یکی از باستان‌شناسان می‌گوید:
پیش از این مشخص بود که مسیر شمال ایران، یکی از مسیرهای مهاجرت انسان‌ها از اوراسیا و آسیای مرکزی بوده است؛ اما تاکنون شواهد محکمی در این زمینه وجود نداشت؛ این نخستین غاری است که در آن رسوبات دوره پارینه‌سنگی دیده شده است.
نشانه‌هایی از گونه‌های منقرض شده جانوری در دورهٔ یخبندان مانند: گونه‌هایی از اسب و خرس‌های عظیم‌الجثه به دست آمده که اثر قصابی با ابزارهای سنگی روی آنها برجای مانده است. همچنین یک قطعه استخوان ۴۰۰۰۰ ساله با ۱۲ خط حک شده روی آن یافت شده است. همچنین بقایایی از دوره نوسنگی با قدمت بیش از ۷ هزار سال از لایه‌های سطحی غار شوپری به دست آمده است که نشان از ارتباطات پیش از تاریخ ساکنان جنوب شرق مازندران با نواحی شرقی و شمال شرقی ایران و نواحی جنوبی آسیای میانه دارد.

## اهمیت غار شوپری
- پیشینه: با توجه به شواهد موجود، غار شوپری یکی از دیربازترین محوطه‌های سکونت انسان در شمال ایران است و قدمت آن به دوران پارینه سنگی میانی بازمی‌گردد. این دوره که به عصر حجر قدیم نیز معروف است، دوره‌ای از تاریخ بشر است که در آن انسان‌ها، از ابزارهای سنگی ساده برای شکار، جمع‌آوری غذا و زندگی روزمره خود استفاده می‌کردند.
- کشف بقایای باستانی: در کاوش‌های انجام شده در این غار، بقایای ارزشمندی از جمله ابزارهای سنگی، استخوان‌های حیوانات شکار شده و بقایای گیاهی کشف شده است. این یافته‌ها اطلاعات گران‌بهایی را در مورد نحوه زندگی، شکار و تغذیه انسان‌های اولیه در این منطقه ارائه می‌دهند.
- محیط زیست: غار شوپری در منطقه‌ای کوهستانی و جنگلی واقع شده است و از نظر تنوع زیستی نیز حائز اهمیت است. بررسی‌ها نشان داده که این غار در گذشته پناهگاه گونه‌های مختلف جانوری از جمله خرس‌های غارنشین، پلنگ‌ها و گرگ‌ها بوده است.

## کاوش‌هایباستان‌شناسی
کاوش‌های باستان‌شناسی در غار شوپری در سال‌های ۱۴۰۱ و ۱۴۰۲، توسط هیئتی به سرپرستی حسین رمضان‌پور، باستان‌شناس ایرانی، انجام شد. در این کاوش‌ها، لایه‌های باستانی به ضخامت بیش از ۴ متر مورد بررسی قرار گرفت و شواهد ارزشمندی از زندگی انسان‌های اولیه در این غار به‌دست آمد.

## آیندهٔ غار شوپری
با توجه به اهمیت تاریخی و باستان‌شناسی غار شوپری، این غار به عنوان یکی از آثار ملی ایران به ثبت رسیده است. برنامه‌های آینده برای این غار شامل انجام کاوش‌های بیشتر، مطالعات تکمیلی بر روی یافته‌های کشف شده و تبدیل آن به یک جاذبه گردشگری باستان‌شناسی است.